# Someșeni

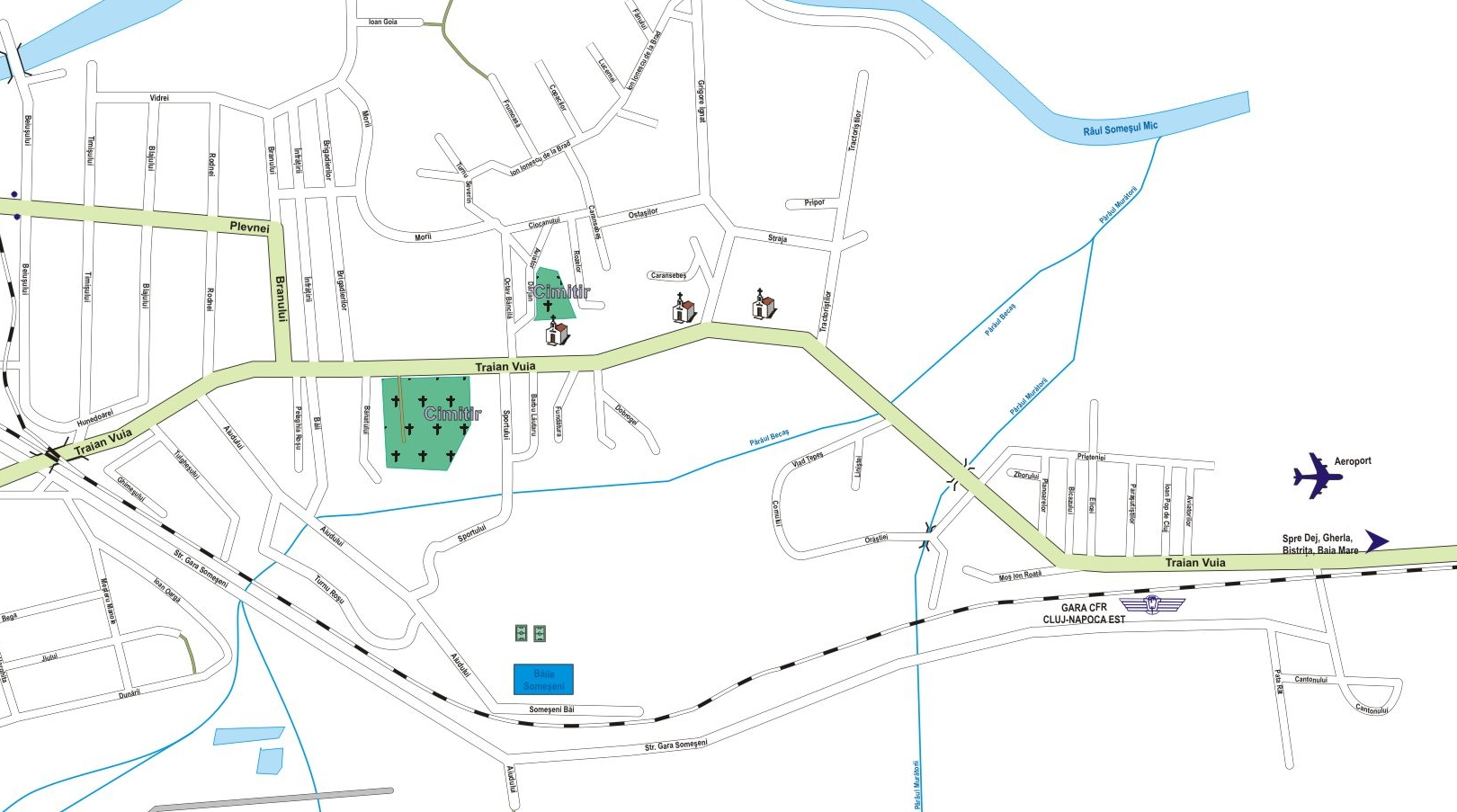
Harta cartierului Someșeni

Cartierul Someșeni,  (în maghiară Szamosfalva) (în germană Mikelsdorf), este un cartier predominant cu case al municipiului Cluj-Napoca. Cartierul Someșeni este o zonă liniștită, rezidențială a municipiului Cluj-Napoca. În ultimii ani, cartierul a înregistrat o creștere considerabilă la numărul caselor noi construite, deoarece tot mai multă lume vrea să se mute în acest cartier din motive precum liniște, spațiu, calitatea vieții, calitatea aerului, etc. Totodată, cartierul găzduiește secția 7 de poliție, primăria de cartier, aeroportul, DRPCIV, gara de est, băile Someșeni, etc. Cartierul este unul dintre cele mai căutate și mai respectate zone de case al municipiului Cluj-Napoca.

## Istoric

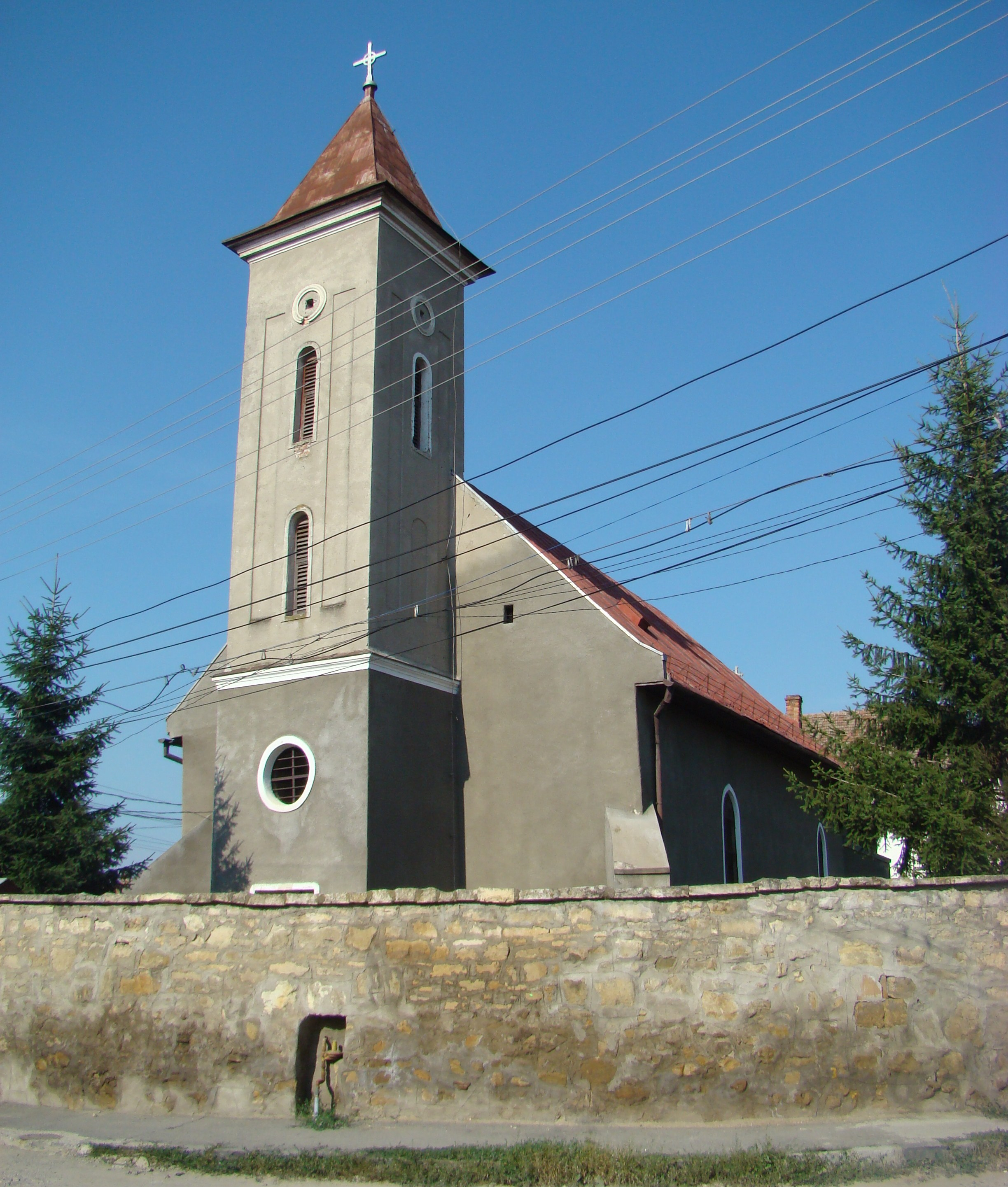
Biserica romano-catolică Sf. Elisabeta de Turingia, cu absida romanică din sec. al XIII-lea

Localitatea Someșeni apare atestată documentar de la 1280. Numele german al localității, Mikelsdorf, menționat pe harta lui Johannes Honterus, provine de la numele familiei nobiliare Mikola, care a dat și numele Niculei. Pietre funerare ale familiei Mikola se găsesc în zidul sudic al bisericii Sf. Elisabeta.
Până în secolul al XX-lea a fost o comună suburbană a municipiului Cluj, Transilvania, România. 
Pe Harta Iosefină a Transilvaniei din 1769-1773 (Sectio 083), localitatea apare sub numele de „Szamosfalva”.

## Personalități

Simion Ramonțanu (Ramonțai) a văzut lumina zilei în anul 1772 la Someșeni. Familia sa provine din Moldova, se presupune de la un sat Românța sau Ramonța. Întreaga istorie a imigrării pornește de la trei frați care pe la mijlocul veacului al XVII-lea au venit în Ardeal și principele Mihai Apaffy i-a înnobilat în anul 1676. Simion a învățat la Cluj la școlile germane romano-catolice, în final a absolvit filosofia. Pe urmă a plecat la Budapesta unde a început studiul medicinei, reușind să devină doctor în 1798. Mai târziu pleacă la Viena unde își va lua doctoratul în medicină. Cu studiile terminate se duce la Roman, unde profesează medicina și adună o avere mare. În 1808 solicită ocuparea unui post de medic vacant la Blaj, dar e refuzat. În 1827, însă, îl regăsim la medic la Zlatna. Acolo își concepe testamentul prin care dispune ca întreaga sa avere să fie constituită într-o fundație de ajutorare a studenților români care fie greco-catolici sau ortodocși, fie nobili sau plebei, vor dori și vor avea vocație pentru învățarea medicinei, a matematicii și a dreptului. Înaintând în vârstă  se mută la Viena unde pe 17 octombrie 1843 își încheie legal testamentul. Pe 7 decembrie 1844 se stinge din viață la Viena. Averea sa fabuloasă rămâne a fi administrată de fundația ce-i poartă numele prin Consistoriul Mitropoliei Unite de la Blaj și începând cu 1850 se împarte anual o sumă de cca. 7000 de coroane austriece unui număr extrem de mare de studenți români de la licee și universități.

## Monumente
- Biserica romano-catolică

Sf. Elisabeta de Turingia (sec. al XIII-lea)
(în maghiară Árpádházi Szent Erzsébet) 
- Biserica ortodoxă (sec. al XVIII-lea)[3]

## Transporturi
Cartierul Someșeni dispune de numeroase conexiuni cu alte cartiere și centrul orașului. 
- Linia 5 Express de troleibuz, care face legătura directă între aeroport și gara centrală.
- Linia 8 de autobuz face legătura între Direcția de regim permise de conducere și înmatriculare a vehiculelor și P-ța Mihai Viteazul
- Linia 52L face legătura între cartierul Mănăștur, Emerson și zona rezidențiala a cartierului.
- Linia 36B conectează P-ța Mihai Viteazul și str. Ion Ionescu de la Brad.
- Linia 36L leagă Emerson de P-ța Mihai Viteazul.
- În Someșeni se află Aeroportul Internațional Cluj și Gara Cluj-Est.

## Băile Someșeni
Băile Someșeni constituie un obiectiv turistic care a adus faimă zonei, acestea fiind reorganizate în stațiune de către bine-cunoscutul profesor Dominic Stanca în 1927, care era și proprietarul stațiunii. Nămolul și apele minerale de la Someșeni Băi erau folosite cu mult inainte de organizarea profesorului ca tratamente pentru diverse boli, chiar și pentru diabet. 
Unul din cele 24 foraje executate între anii 1929-1965 la Someșeni a străbătut orizontul de sare gemă între adâncimile de 20-120 m. Sub stratul de sare s-a intâlnit un strat de 4-5 m grosime de sulfați și carbonați, cu frecvente intercalații argiloase. Masivul de sare se găsește aproape de suprafața terenului. Aceasta explică mineralizarea clorosodică a apelor celor 27 izvoare din raza stațiunii balneare.

## Imagini

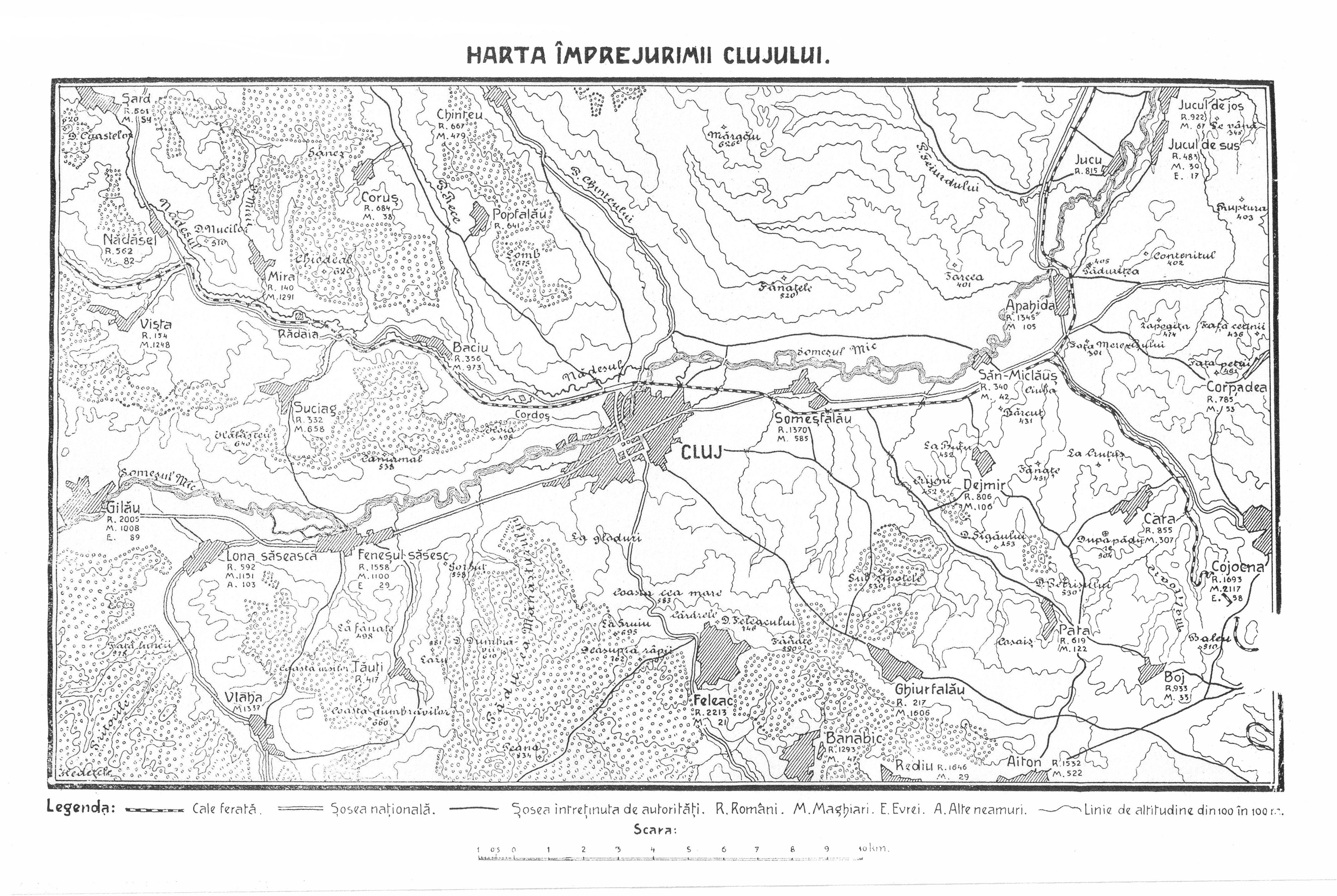
Harta împrejurimilor Clujului (1923)
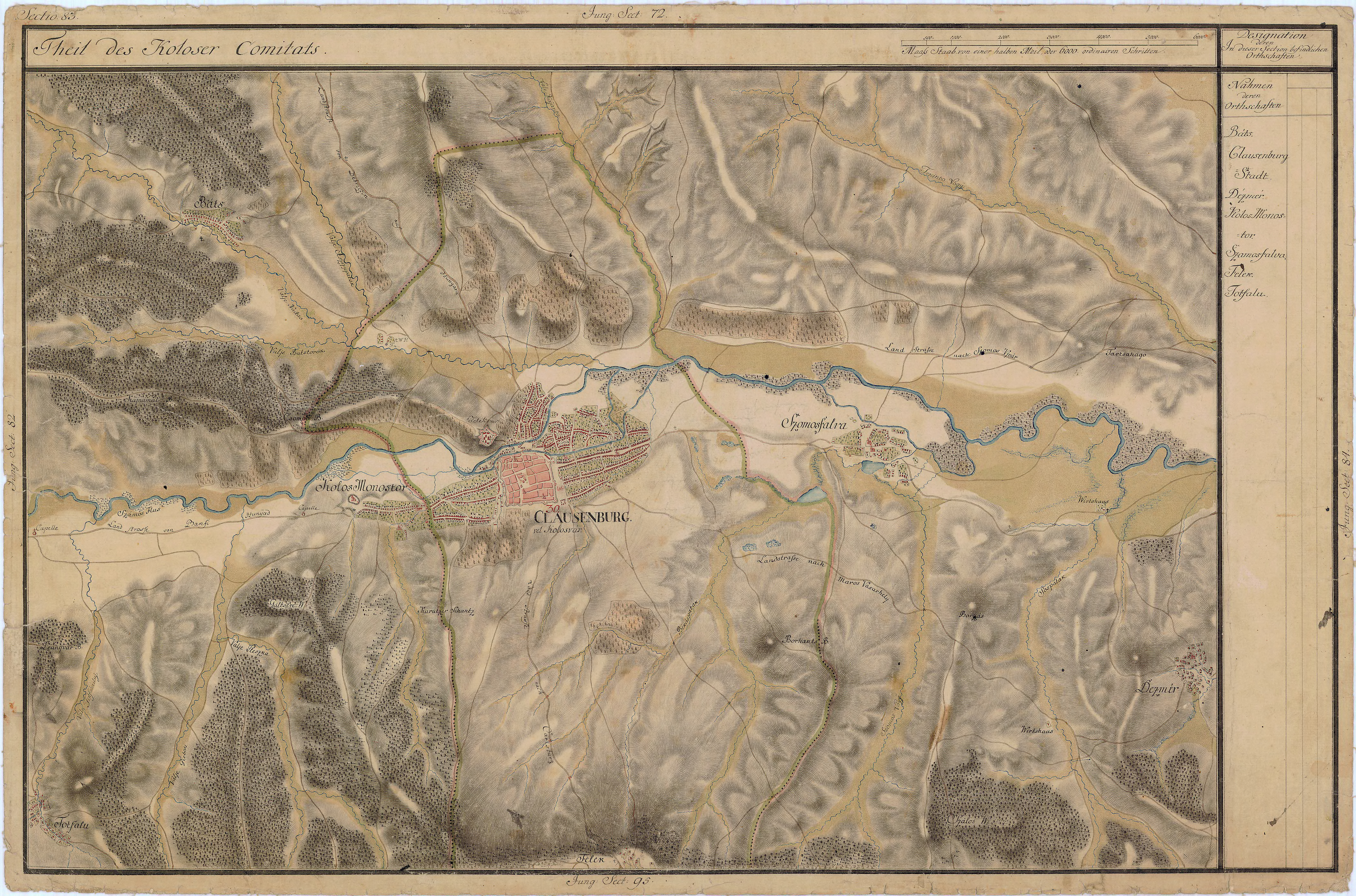
Someşeni pe Harta Iosefină a Transilvaniei, 1769-1773 (Sectio 083)
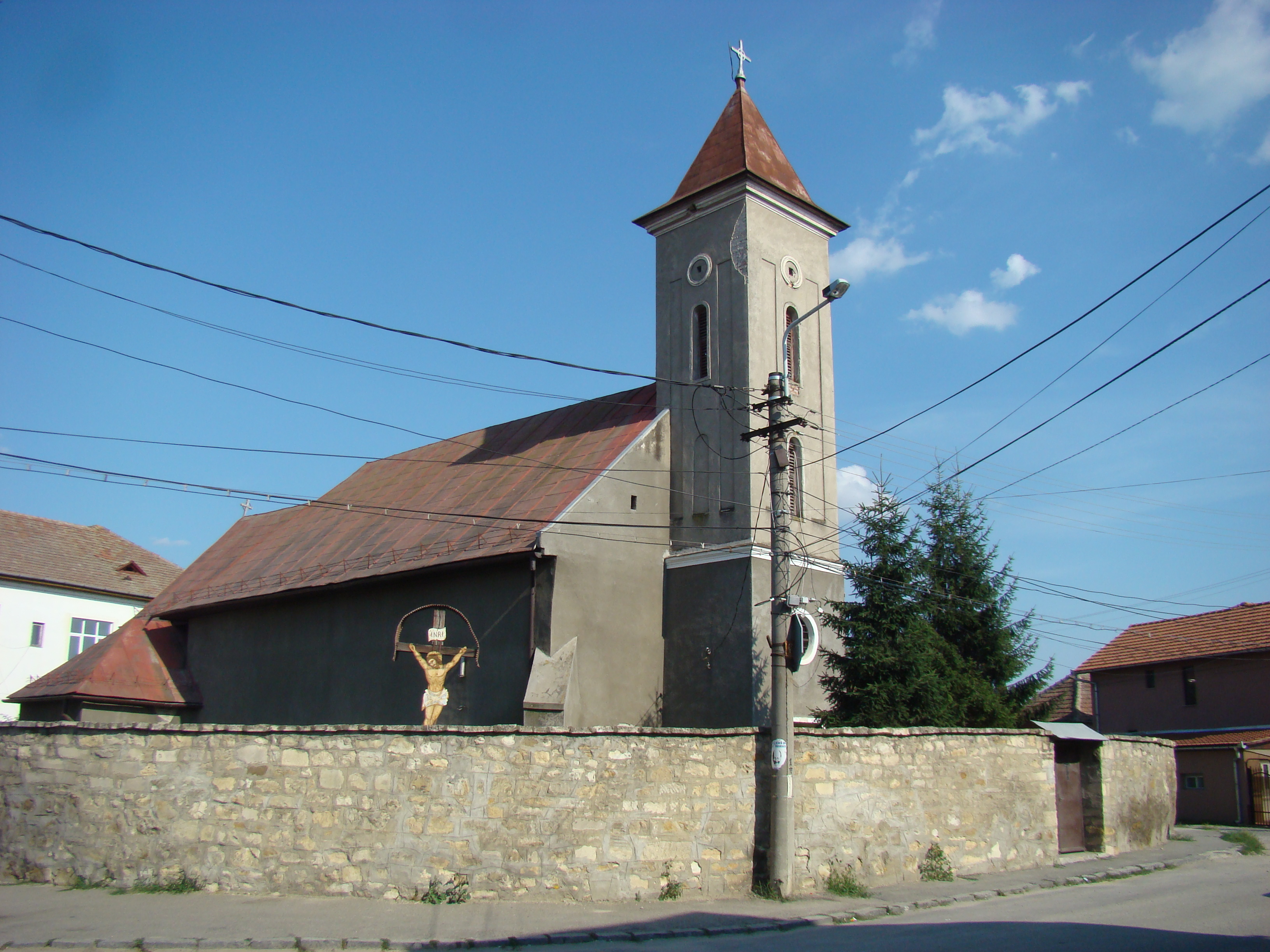
Biserica romano-catolică din Someșeni (monument istoric)
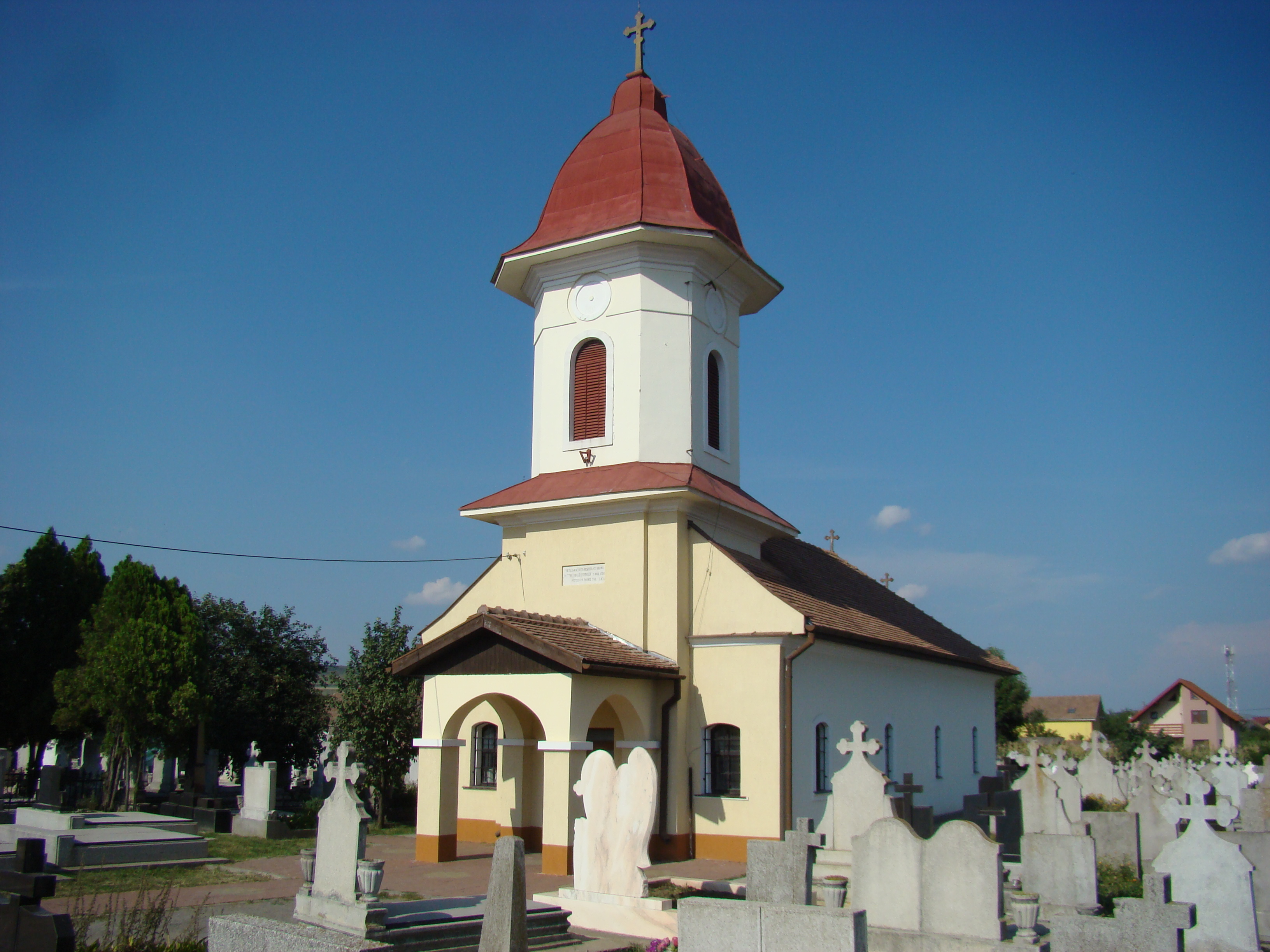
Biserica Nașterea Maicii Domnului din Someșeni (monument istoric)